# Balta jacobsoni
Balta jacobsoni är en kackerlacksart som först beskrevs av Morgan Hebard 1929.  Balta jacobsoni ingår i släktet Balta och familjen småkackerlackor. Inga underarter finns listade.